# Sultanes de Monterrey

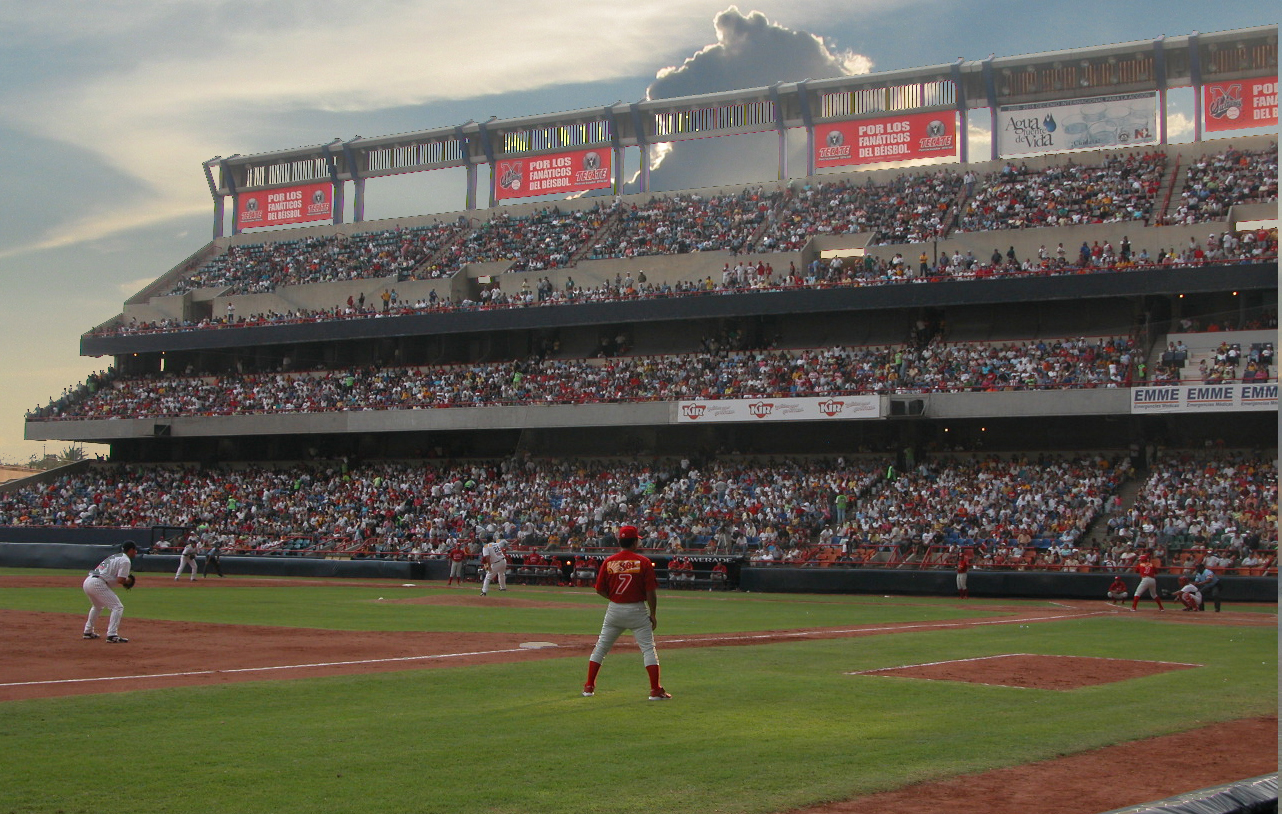
Stadion van de Sultanes de Monterrey

De Sultanes de Monterrey is een Minor league baseballclub uit Monterrey, Mexico. Ze spelen in de Noord Zone van de Zomer League. De club is opgericht in 1939 en werd al snel een van de belangrijkste clubs van Mexico. Met kampioenschappen in 1943, 1947-1949, 1962, 1991, 1995, 1996 en 2007. Het is de enige club
in de League met drie kampioenschappen op rij. Het stadion van Sultanes de Monterrey heet Estadio de Beisbol Monterrey. De teammascotte is 'Perro Sultán'.
Zomer League
Noord Zone: Acerereos de Monclova · Diablos Rojos de México · Potros de Tijuana · Rieleros de Aguascalientes · Saraperos de Saltillo · Sultanes de Monterrey · Tuneros de San Luis · Vaqueros Laguna
Zuid Zone: Guerreros de Oaxaca · Leones de Yucatán · Olmecas de Tabasco · Pirateas de Campeche · Petroleros de Poza Rica · Pericos de Puebla · Rojos del Aguila de Veracruz · Tigres de la Angelopolis
Winter League
Culiacán Tomato Growers · Guasave Cotton Growers · Hermosillo Orange Growers · Los Mochis Sugarcane Growers · Mazatlán Reindeer · Mexicali Eagles · Mayos de Navojoa · Obregon Yaquis